# Discursos de sobremesa
Discursos de sobremesa es considerada la vigésima segunda obra escrita del poeta chileno Nicanor Parra, publicada originalmente en 2006 en la «Colección Poesía» de Ediciones Universidad Diego Portales. Se trata de una recopilación de discursos realizados por el autor en distintos eventos, escritos y expuestos en su momento como si se tratase de largos poemas o antipoemas.

## Historia editorial
Es muy posible que Nicanor Parra desde en juventud haya tenido acceso a lo menos a dos importantes libros sobre técnicas discursivas: Elementos de retórica y poética (1908), de Diego Barros Arana, utilizado en liceos y universidades, y Técnica literaria (1933), de Eduardo Solar Correa, el cual se reeditó constantemente hasta los años 1950.
Parra comenzó a trabajar en estos textos al menos desde 1992. Sin embargo, ya había explorado antes en al menos un poema estructurado de acuerdo al género oratorio, titulado «Discurso fúnebre», publicado inicialmente en una antología de 1957 y posteriormente en Versos de salón (1962). No obstante lo anterior, este libro se lanzó recién en 2006, durante los días de la exposición Obras públicas, realizada entre el 17 de agosto y el 6 de octubre de ese año en el Centro Cultural Palacio La Moneda de Santiago de Chile. Durante dicho evento, además de la realización de foros de discusión, mesas redondas y lecturas de poetas jóvenes, se lanzó este libro, además del catálogo de Obras públicas, la reedición de Canciones rusas y el primer volumen de sus obras completas, la antología Obras completas & algo + (1935-1972).

## Estilo
Los «discursos de sobremesa» originales corresponden a un subgénero del género discursivo, muy propio de la burguesía de la Belle Époque, que en Chile se desarrolló especialmente en el período de los gobiernos radicales, entre 1938 y 1949. Estos textos no solían documentarse, y se perdían luego de pronunciarse.
Los «discursos de sobremesa» de Parra, por su parte, corresponden a una de las últimas etapas de su antipoesía. Son discursos para ser leídos en premiaciones u otras presentaciones públicas. Están dirigidos a un auditorio simpatizante, pero anónimo, conformado por autoridades y público general con grandes expectativas, que el autor se propone seducir o persuadir empleando un aire familiar y espontáneo. En ellos el autor traslada la escritura a la oralidad performática, utilizando un antiguo recurso de la poesía popular, hoy casi extinto, que a diferencia de la simple lectura, fuerza una comunicación inmediata e ininterrumpida con un público.
Se trata de poemas largos, solo en apariencia desordenados, que ocultan la estructura tradicional de un discurso retórico, conformado por un exordio, proposición, confirmación y peroración. Aquí están presentes los agradecimientos, la falsa modestia, la captatio benevolentiae y los elogios al destinatario original del premio u homenaje, como es lo usual en este tipo de textos. Además, como en otros antipoemas, abundan los lugares comunes, modismos, datos enciclopédicos, de la prensa o Internet, refranes tradicionales y chistes actuales, que resignifican y actualizan el discurso. Más aún, como en la poesía popular chilena, para escribir un nuevo discurso el autor suele reutilizar trozos de textos genéricos ya utilizados en sus discursos anteriores. El humor también está presente en la contradicción de dos voces: el «yo» protocolar versus el «yo» rebelde y ególatra. Si bien Parra en estos discursos abandona aparentemente la agresividad, y su disposición general es más bien festiva, al igual que en el grueso de sus antipoemas, también en ellos están presentes la crítica sociopolítica, religiosa y ecológica.

## Análisis de la obra
Para el crítico Federico Schopf, este libro es un claro ejemplo del uso de la escenificación del sujeto poético, recurso utilizado por Parra para remecer al disperso, anestesiado, ensimismado, agresivo y desconfiado público contemporáneo. En este sentido, Schopf asocia esta obra con otros antipoemas del autor, como los presentes en Sermones y prédicas del Cristo de Elqui y Nuevos sermones y prédicas del Cristo de Elqui, o algunos de Poemas y antipoemas («El peregrino» y «Soliloquio del individuo») y de Versos de salón («Conversación galante» y «Pido que se levante la sesión»).